# Dafne Keen
Dafne María Keen Fernández (Madrid, 4 de enero de 2005) es una actriz hispanobritánica. Es principalmente conocida por haber interpretado a Laura (X-23) en la película Logan (2017), papel por el que recibió varios premios y nominaciones, incluida la obtención de un Premio Empire como Mejor Revelación. Más tarde, repitió el papel en la película del Universo cinematográfico de Marvel Deadpool & Wolverine (2024). Su debut fue interpretando a Ana «Ani» Cruz Oliver en la serie de televisión Refugiados (2015). Entre 2019 y 2022, interpretó a Lyra Belacqua en la serie de televisión La materia oscura, por la que fue nominada a un premio BAFTA Cymru.

## Biografía
Keen nació en Madrid. Es hija única del actor inglés Will Keen, y de la actriz española, directora de teatro y escritora María Fernández Ache. Es bisnieta de Edward Curzon, sexto conde de Howe, y sus tías son la poetisa Alice Oswald y la escritora Laura Beatty.

## Carrera profesional
Comenzó a actuar en 2015, protagonizando junto a su padre la serie de televisión de la BBC Refugiados, donde interpretó a Ana «Ani» Cruz Oliver. La serie terminó en ese mismo año después de una temporada.

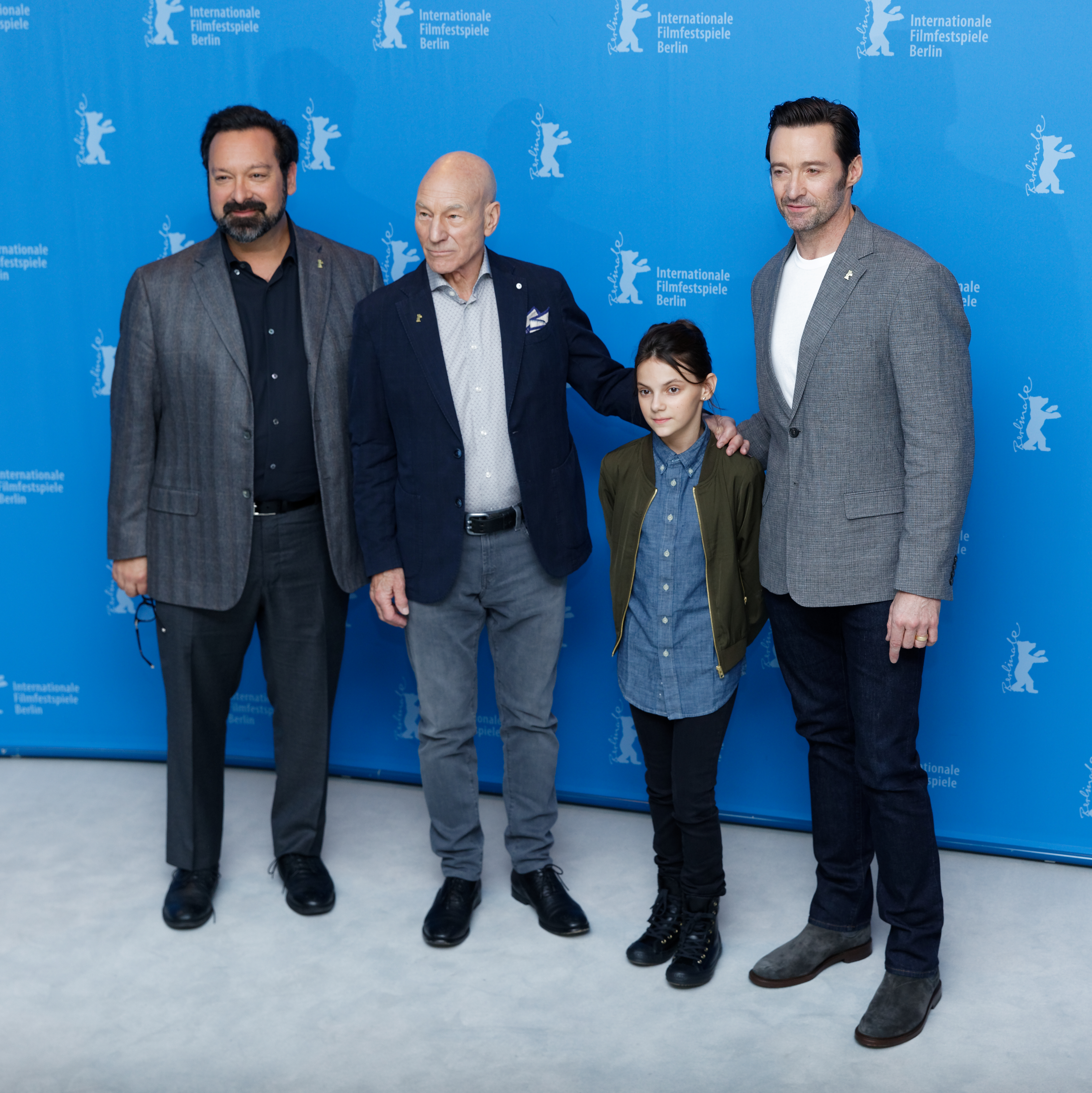
De izquierda a derecha: James Mangold, Patrick Stewart, Keen y Hugh Jackman promocionando Logan en el Festival Internacional de Cine de Berlín en 2017

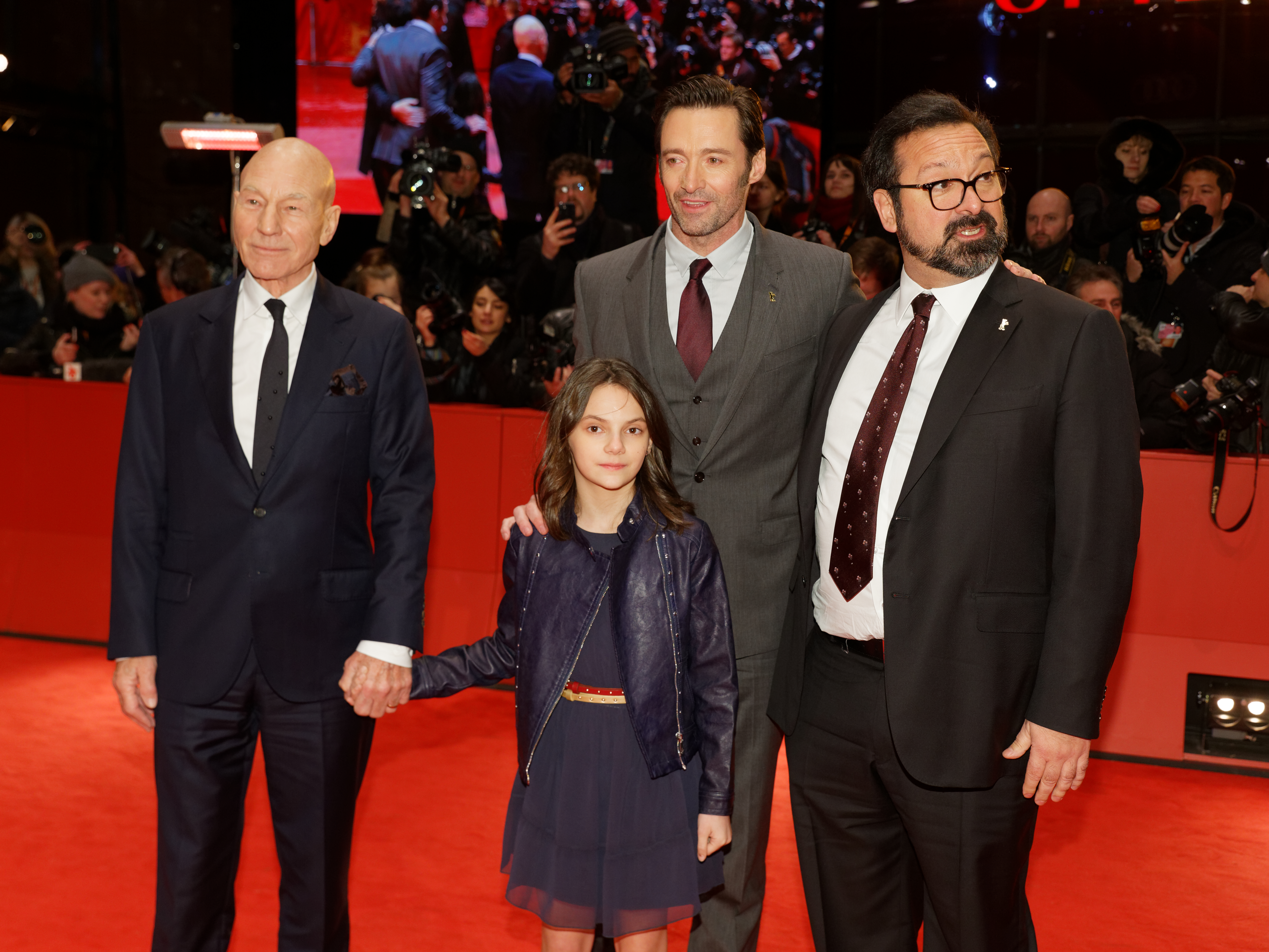
James Mangold y el elenco de Logan en la alfombra roja del estreno mundial de la película en la Berlinale de 2017

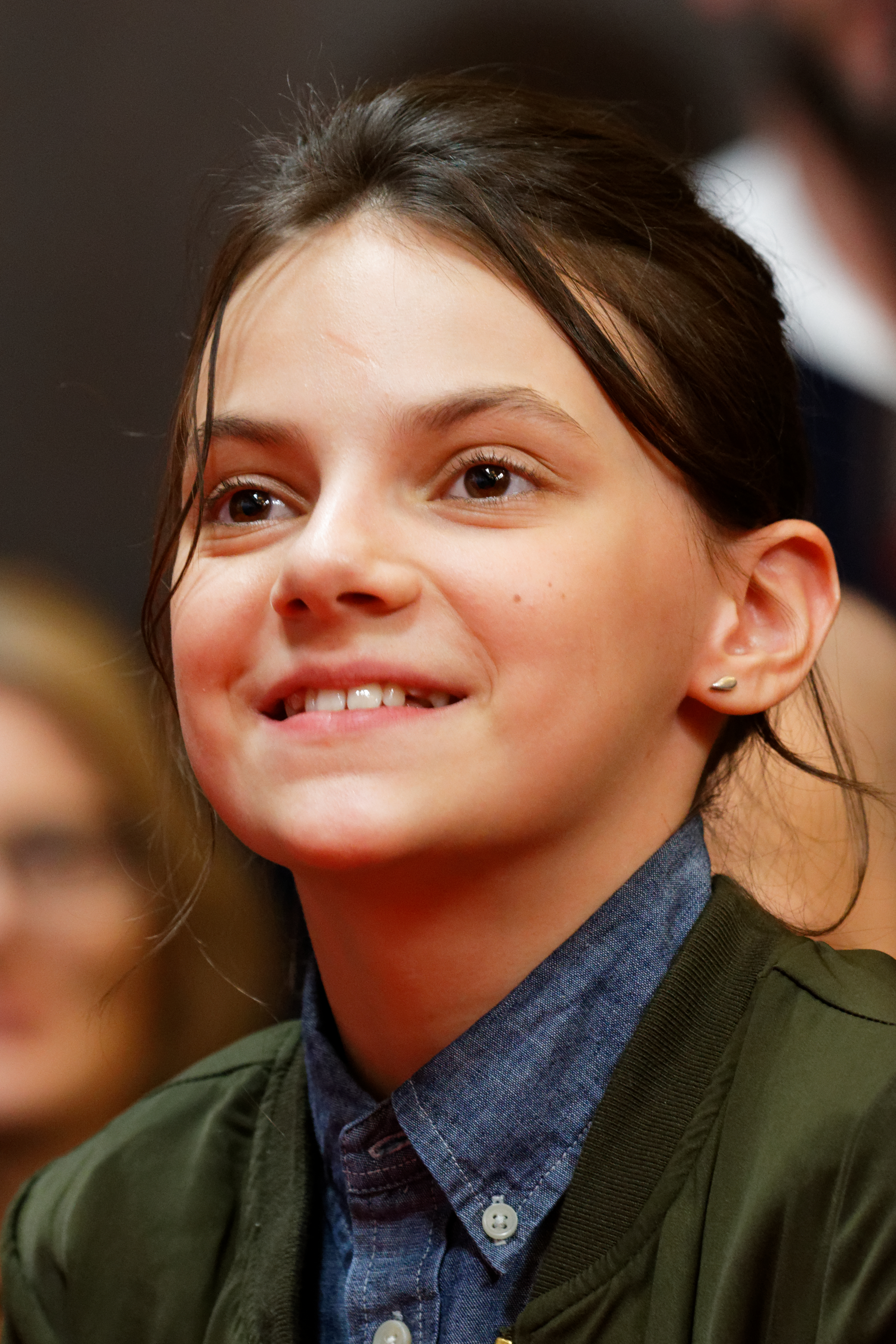
Keen en el Festival Internacional de Cine de Berlín 2017

No asumió ningún proyecto nuevo hasta dos años después, cuando coprotagonizó con Hugh Jackman la película de superhéroes de 2017 Logan como la mutante Laura, la niña clon de Wolverine. La película se abrió al éxito crítico y financiero, y se considera una de las mejores películas de superhéroes de todos los tiempos. Su actuación recibió elogios de la crítica y recibió varios premios y nominaciones por su actuación, que incluyen ganar un premio Empire a la Mejor Revelación y recibir nominaciones de la Asociación de Críticos de Cine de Chicago, los Premios Saturn y más.
En 2019, interpretó el papel principal de Lyra Belacqua en la adaptación televisiva de HBO de la trilogía La Materia Oscura, donde coprotagoniza junto con la actriz Ruth Wilson; su padre también es miembro del elenco de la serie. La serie tiene una recepción positiva, y Keen recibió elogios por su actuación, con The Hollywood Reporter escribiendo «...este esfuerzo capta gran parte de lo que hace que los libros destaquen, y tanto los efectos especiales como un elenco repleto de estrellas liderado por Dafne Keen y Ruth Wilson está en buena forma». Para el papel, fue nominada a un premio BAFTA Cymru a la mejor actriz en 2020.
En 2020, protagonizó junto a Andy García la película de comedia dramática, Ana; la película se anunció originalmente en 2017, pero se retrasó hasta 2020. La película recibió críticas mixtas, aunque la actuación de Keen recibió elogios. El crítico de cine Amari Allah comentó sobre su «carisma y presencia» y escribió cómo Keen y García «mejoran la presencia del otro hasta el punto de poder perdonar las deficiencias de la película».
En 2022, se unió al elenco de la serie de Star Wars de Leslye Headland, The Acolyte. Headland creó el personaje de Keen después de ver su actuación en la película Logan. Se metió en el personaje al escuchar a David Bowie y bromeó con Headland diciendo que su personaje también se parecía al músico. La serie se estrenó en Disney+ en 2024. También en 2024, repitió el papel de Laura en la película de Marvel Cinematic Universe Deadpool & Wolverine, reuniéndose con Jackman. La película se convirtió en el estreno más taquillero de la actriz y la segunda película más taquillera de 2024.
Está previsto que protagonice la próxima película de terror Whistle, dirigida por Corin Hardy. También protagonizará el debut como director de Jay Hernández, Night Comes.

## Filmografía

### Películas
| Año  | Título               | Papel      | Notas               | Ref.   |
| ---- | -------------------- | ---------- | ------------------- | ------ |
| 2017 | Logan                | Laura/X-23 | Debut en el cine    |        |
| 2020 | Ana                  | Ana        |                     |        |
| 2020 | Los nuevos mutantes  | Laura/X-23 | Material de archivo | [ 40 ] |
| 2024 | Deadpool & Wolverine | Laura/X-23 |                     |        |
| TBA  | Whistle              |            | Película de terror  | [ 41 ] |
| TBA  | Night Comes          |            |                     | [ 39 ] |

### Televisión
| Año       | Título            | Papel                      | Notas                         |
| --------- | ----------------- | -------------------------- | ----------------------------- |
| 2015      | Refugiados        | Ana «Ani» Cruz Oliver      | Papel recurrente; 7 episodios |
| 2019-2022 | La materia oscura | Lyra Belacqua/Silvertongue | Papel principal; 27 episodios |
| 2024      | The Acolyte       | Jecki Lon                  | Papel principal; 5 episodios  |

### Audio
| Año  | Título                      | Papel             | Notas                                |
| ---- | --------------------------- | ----------------- | ------------------------------------ |
| 2021 | El Poltergeist de Battersea | Shirley Hitchings | Podcast de BBC Radio 4; 13 episodios |

## Premios y nominaciones
| Año  | Premio                                                      | Categoría                                    | Trabajo           | Resultado | Ref.   |
| ---- | ----------------------------------------------------------- | -------------------------------------------- | ----------------- | --------- | ------ |
| 2017 | MTV Movie & TV Awards                                       | Mejor Dúo (con Hugh Jackman)                 | Logan             | Ganadora  | [ 42 ] |
| 2017 | Asociación de Críticos de Cine de Chicago                   | Artista más Prometedora                      | Logan             | Nominada  | [ 20 ] |
| 2017 | Círculo de Críticos de Cine de Dublín                       | Artista Innovadora del Año                   | Logan             | Nominada  | [ 43 ] |
| 2017 | Asociación de Críticos de Cine del Área de Washington D. C. | Mejor Actuación Juvenil                      | Logan             | Nominada  | [ 44 ] |
| 2017 | Sociedad de Críticos de Cine de Seattle                     | Mejor Actuación Juvenil                      | Logan             | Nominada  | [ 45 ] |
| 2018 | Premios IGN                                                 | Mejor Intérprete de Reparto en una Película  | Logan             | Nominada  | [ 46 ] |
| 2018 | Sociedad de Críticos de Cine de Houston                     | Mejor Actriz de Reparto                      | Logan             | Nominada  | [ 47 ] |
| 2018 | Premios de la Crítica Cinematográfica                       | Mejor Intérprete Joven                       | Logan             | Nominada  | [ 48 ] |
| 2018 | Círculo de Críticos de Cine de Londres                      | Joven Intérprete Británica/Irlandesa del Año | Logan             | Nominada  | [ 49 ] |
| 2018 | Premios Empire                                              | Mejor Actriz Recién Llegada                  | Logan             | Nominada  | [ 18 ] |
| 2018 | Premios Saturn                                              | Mejor Interpretación de una Actriz Joven     | Logan             | Nominada  | [ 19 ] |
| 2020 | Premios BAFTA Cymru                                         | Mejor Actriz                                 | La materia oscura | Nominada  | [ 24 ] |